# Alabat
Alabat est une île des Philippines située dans la province de Quezon et la  région Calabarzon, très proche de la côte sud-est de Luzon. 
L'île est située dans la baie de Lamon et fait 33 km de long pour une superficie de 192 km2 et une population de 41 822 habitants.
Elle est composée de trois municipalités : Perez à la pointe Nord, Alabat au centre et Quezón à la pointe sud.
L'île dispose d'un vaste frange de mangrove le long de sa rive sud-ouest, avec plusieurs centaines d'hectares de vasières intertidales exposés à marée basse. De grandes parties de la forêt de mangrove d'origine ont été dégradées ou complètement détruites pour la construction de bassins de pisciculture.
Alabat bénéficie d'un climat tropical humide, sans saison sèche, avec une période très prononcée des précipitations maximale de novembre à janvier.
C'est aussi le nom de l'une des trois municipalités de l'île.